# Мозоляко, Иван Михайлович
Иван Михайлович Мозоляко (бел. Іван Міхайлавіч Мазаляка; 23 мая 1931, дер. Евсеевичи, Гресский район, Минская область, Белорусская ССР — 13 мая 2006, Минск, Белоруссия) — советский государственный деятель, министр промышленного строительства (1979—1985) и министр строительства и эксплуатации автомобильных дорог (1989—1991) Белорусской ССР.

## Биография
В 1951 г. окончил Минский автомеханический техникум, а в 1959 г. — Белорусский государственный политехнический институт.
С 1951 по 1961 г. работал в строительных подразделениях Домостроительного комбината № 1 г. Минска: прораб, прораб, начальник участка монтажно-строительного управления, заместитель главного инженера, начальник конструкторского отдела, главный инженер, затем — секретарь парткома, начальник завода.
В 1966—1969 гг. — руководитель Минского треста квартальной застройки.
- 1969—1974 гг. — заместитель министра промышленного строительства Белорусской ССР, начальник ГПО «Минскстрой»,
- 1974—1979 гг. — первый заместитель министра строительства и эксплуатации автомобильных дорог Белорусской ССР,
- 1979—1985 гг. — министр промышленного строительства Белорусской ССР,
- 1985—1987 гг. — заместитель министра промышленного строительства СССР,
- 1989—1991 гг. — министр строительства и эксплуатации автомобильных дорог Белорусской ССР.

Под его руководством возводились объекты химической, легкой, пищевой, оборонной промышленности,  сельскохозяйственного машиностроения, прокладывались новые дороги. Среди этих объектов – Новополоцкое объединение «Полимир», Гродненское объединение «Азот», Четвертое рудоуправление Солигорского калийного комбината и ряд других объектов.
С 1991 года на пенсии.
Депутат Верховного Совета Белорусской ССР 8-го и 10-го созывов, избирался членом ЦК Компартии Белоруссии.
Умер 13 мая 2006 года на 75-м году жизни в Минске.

## Награды и звания
Награждён орденами Трудового Красного Знамени и «Знак Почёта», медалью «За доблестный труд».